# 罗康库尔
罗康库尔（法語：Rocquencourt，法語發音：[ʁɔkɑ̃kuʁ] ⓘ）是法国中北部法兰西岛大区伊夫林省的一个旧市镇，属于凡尔赛区。 2019年1月1日，罗康库尔与市镇勒谢奈合并为新市镇勒谢奈-罗康库尔。 

## 地理
罗康库尔（48°50'12"N, 2°6'39"E）面积2.78 平方千米，位于法国法蘭西島大區伊夫林省，该省份为法国北部内陆省份，北起瓦兹河谷省，西接厄尔省，西南接厄尔-卢瓦省，东南接埃松省，东临上塞纳省。
与罗康库尔接壤的市镇（或旧市镇、城区）包括：巴伊、拉塞勒圣克卢、勒謝奈、卢沃谢讷、凡尔赛。
罗康库尔的时区为UTC+01:00、UTC+02:00（夏令时）。

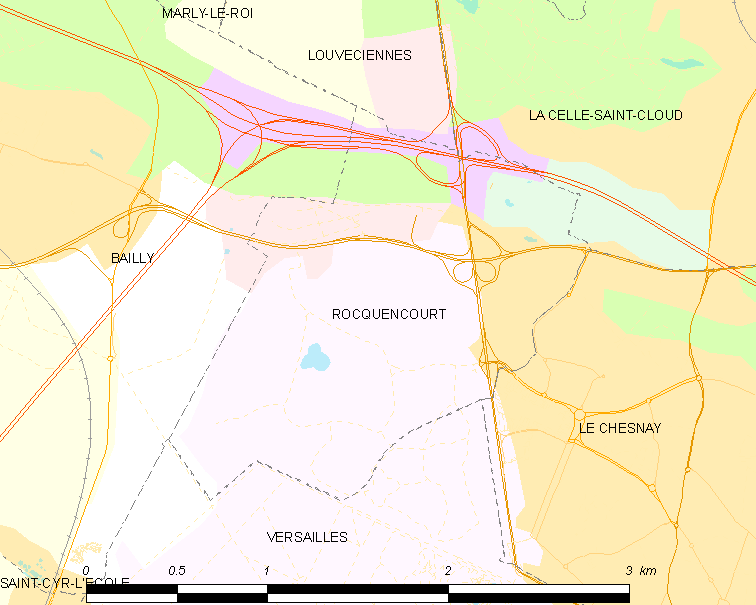
罗康库尔的OSM定位图

## 行政
罗康库尔的邮政编码为78150，INSEE市镇编码为78524。

## 政治
罗康库尔所属的省级选区为勒谢奈-罗康库尔县。

## 人口

1962-2008年间罗康库尔人口变化图示

罗康库尔于2018年1月1日时的人口数量为3623人。